# والریا فلوره
والریا فلوره (ایتالیایی: Valeria Flore) بازیگر اهل ایتالیا است.
از فیلم‌ها یا مجموعه‌های تلویزیونی که وی در آن‌ها نقش داشته‌است، می‌توان به زن ناشناخته، خوشبختی فرا رسیده‌است و جایی در آفتاب اشاره نمود.